# Willi Baumeister
Pour les articles homonymes, voir Baumeister.
Willi Baumeister (22 janvier 1889 à Stuttgart - 31 août 1955 à Stuttgart) est un artiste peintre et dessinateur et un décorateur de théâtre allemand. Il s'inscrit dans l'art moderne du début du XXe siècle.

## Biographie
Pendant sa jeunesse, Willi Baumeister étudie à l'Académie royale des Beaux-Arts de Stuttgart où il se lie d'amitié avec Oskar Schlemmer et Otto Meyer-Amden et développe une esthétique impressionniste. Après son service militaire, dans les années 1910, il voyage à Paris et Amden et participe à ses premières expositions et notamment au premier Salon d'automne allemand de la Galerie Der Sturm à Berlin.
En 1915, il part à la guerre et revient ensuite à Stuttgart. C'est à cette époque qu'il développe ses travaux typographiques et les décors de théâtre. Il publie son premier texte en français dans L'Esprit Nouveau en 1922, rencontre l'Avant-garde parisienne et se marie avec Margarete Oehm. Il se rapproche de Fernand Léger, Le Corbusier, Amédée Ozenfant, Carl Einstein, Christian Zervos ou encore Roger Ginsburger et intègre différents groupes d'artistes, notamment Cercle et Carré puis Abstraction-Création.
En 1937, ses œuvres sont diffamées et il est exposé dans la présentation « Art dégénéré » à Munich. C'est pourquoi il cache une soixantaine de tableaux en Suisse le temps de la guerre, ce qui les sauvera. Les œuvres d'"Art dégénéré" de Willi Baumeister sont exposées et conservées dans de nombreux musées et les nazis s'accaparent de ses œuvres des musées.
En 1947, il publie son livre Das Unbekannte in der Kunst (L'inconnu dans l'art) qui cherche à légitimer l'art abstrait.

## Œuvre
(janvier 2024).
La mise en forme du texte ne suit pas les recommandations de Wikipédia : il faut le « wikifier ».
Les points d'amélioration suivants sont les cas les plus fréquents. Le détail des points à revoir est peut-être précisé sur la page de discussion.
- Les titres sont pré-formatés par le logiciel. Ils ne sont ni en capitales, ni en gras.
- Le texte ne doit pas être écrit en capitales (les noms de famille non plus), ni en gras, ni en italique, ni en « petit »…
- Le gras n'est utilisé que pour surligner le titre de l'article dans l'introduction, une seule fois.
- L'italique est rarement utilisé : mots en langue étrangère, titres d'œuvres, noms de bateaux, etc.
- Les citations ne sont pas en italique mais en corps de texte normal. Elles sont entourées par des guillemets français : « et ».
- Les listes à puces sont à éviter, des paragraphes rédigés étant largement préférés. Les tableaux sont à réserver à la présentation de données structurées (résultats, etc.).
- Les appels de note de bas de page (petits chiffres en exposant, introduits par l'outil «  Source ») sont à placer entre la fin de phrase et le point final[comme ça].
- Les liens internes (vers d'autres articles de Wikipédia) sont à choisir avec parcimonie. Créez des liens vers des articles approfondissant le sujet. Les termes génériques sans rapport avec le sujet sont à éviter, ainsi que les répétitions de liens vers un même terme.
- Les liens externes sont à placer uniquement dans une section « Liens externes », à la fin de l'article. Ces liens sont à choisir avec parcimonie suivant les règles définies. Si un lien sert de source à l'article, son insertion dans le texte est à faire par les notes de bas de page.
- La présentation des références doit suivre les conventions bibliographiques. Il est recommandé d'utiliser les modèles {{Ouvrage}}, {{Chapitre}}, {{Article}}, {{Lien web}} et/ou {{Bibliographie}}. Le mode d'édition visuel peut mettre en forme automatiquement les références.
- Insérer une infobox (cadre d'informations à droite) n'est pas obligatoire pour parachever la mise en page.

Pour une aide détaillée, merci de consulter Aide:Wikification.
Si vous pensez que ces points ont été résolus, vous pouvez retirer ce bandeau et améliorer la mise en forme d'un autre article.
Les archives de l'artiste sont conservées par le Kunstmuseum de Stuttgart depuis 2005.
En 1937, elles ont été réquisitionnées par les nazis, car considérées comme de l'art "dégénéré", dans les musées où elles étaient conservées : Le Nationalgalerie Berlin Kronprinzenpalais, le Schlesischen Museum der Bildenden Künste Breslau, le Museum Folkwang Essen, le Provinzial-Museum Hannover, le Städtischen Kunsthalle Mannheim, le Städtischen Kunstsammlung Chemnitz, le Städtischen Kunst- und Gewerbemuseum Dortmund, le Kunstsammlungen der Stadt Düsseldorf, le Museum für Kunst und Heimatgeschichte Erfurt, le Kunstverein Jena, le Staatlichen Kunsthalle Karlsruhe, le Wallraf-Richartz-Museum Köln, le Städtischen Museum Frankfurt am Main, le Württembergischen Staatsgalerie Stuttgart, le Schlossmuseum Weimar et le Nassauischen Landesmuseum Wiesbaden.
Ses œuvres sont actuellement dans divers musées :
- Composition, 1923, Musée national d'art moderne (Beaubourg Paris)[7]
- Composition, 1925, Museum of Modern Art, New-York[8]
- Fantôme noir, 1952, Museo nacional Thyssen-Bornemisza, Madrid[9]
- Le photographe (meilleurs vœux de rétablissement), non daté, MNAM[10]
- Musée d'art moderne de la ville de Paris[11].

## Annexe